# لوحة رقم التعريف الشخصي

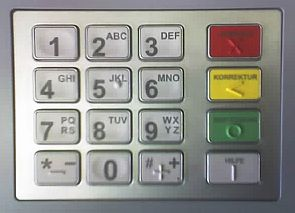

إن لوحة رقم التعريف الشخصي (بالإنجليزية: PIN pad) أو جهاز إدخال رقم التعريف الشخصي (PIN) هي جهاز إلكتروني يُستخدم في المعاملات التي تتم باستخدام المدين أو الائتمان أو البطاقة الذكية بغرض الموافقة على رقم التعريف الشخصي لحامل البطاقة أو تشفيره. وتستخدم لوحات رقم التعريف الشخصي بشكل طبيعي مع أجهزة نقاط البيع المتكاملة حيث تكون آلات تسجيل النقد مسئولة عن استلام مبلغ البيع والبدء في المعاملة المالية والتعامل معها. كذلك، يلزم استخدام لوحات رقم التعريف الشخصي للوصول إلى معلومات بطاقة العميل (فيما يتعلق بـ البطاقات الذكية) ويمكن إدخال رقم التعريف الشخصي للعميل على نحو آمن وتشفيره قبل إرساله إلى مدير المعاملة المالية للبورصة أو البنك. في بعض الحالات، لا يتم إرسال رقم التعريف الشخصي إلا من خلال لوحة رقم التعريف الشخصي إلى الشريحة الذكية (المضمنة في لوحة رقم التعريف الشخصي) ويتم التأكد منه من خلال البطاقة الذكية. في هذه الحالة، لا يلزم إرسال رقم التعريف الشخصي للبنك أو مخطط البطاقة للتأكد من صحته. (ويعرف ذلك باسم «التحقق من رقم التعريف الشخصي دون اتصال».)
ولقد تم تزويد لوحات رقم التعريف الشخصي بمميزات الأمان للأجهزة والبرامج على غرار أجهزة نقاط البيع المستقلة، لضمان إزالة مفاتيح الأمان التي تم إدخالها ورقم التعريف الشخصي إذا ما حاول أي شخص التلاعب بالجهاز. ويتم تشفير رقم التعريف الشخصي مباشرة عقب الدخول ويتم إنشاء حظر لرقم التعريف الشخصي المُشفر. ولكن تتم إزالة الحظر لرقم التعريف الشخصي المُشفر إذا تم إرساله من لوحة رقم التعريف الشخصي وجهاز نقاط البيع و/أو البطاقة الذكية الملحق. وتُشفر أرقام التعريف الشخصي باستخدام مجموعة متنوعة من مخططات التشفير، وأكثرها شيوعًا معيار التشفير الثلاثي للبيانات.
يجب اعتماد لوحات رقم التعريف الشخصي وفقًا للمعايير القياسية التي تتطلبها معايير صناعة بطاقات الدفع للتأكد من توفير الأمان الكافي لنقاط إدخال رقم التعريف الشخصي وعملية تشفير رقم التعريف الشخصي. وللعلم، فإن الأيزو 9564 هو المعيار القياسي الدولي لإدارة رقم التعريف الشخصي وحمايته؛ حيث يقوم بتخصيص بعض المميزات اللازمة والمُوصى بها لجهاز إدخال رقم التعريف الشخصي.
من بين الموزعين المشهورين للوحات رقم التعريف الشخصي هايبر كوم (حاليًا تشمل قسم طاليس للمعاملات المالية الإلكترونية) وإنجينيكو (حاليًا تشمل ساجيم) وفري فون.